# Cratyna interflagria
Cratyna interflagria är en tvåvingeart som beskrevs av Werner Mohrig 1999. Cratyna interflagria ingår i släktet Cratyna och familjen sorgmyggor. Inga underarter finns listade i Catalogue of Life.